# Marcos Paulo Alves
Marcos Paulo Alves, född 11 maj 1977 i Doresópolis i Brasilien, är en brasiliansk före detta fotbollsspelare.